# 雨と水曜日
「雨と水曜日」（あめとすいようび）は、松本典子の9枚目のシングル。1988年10月23日にCBSソニーから発売された。

## 概要
表題曲「雨と水曜日」は、郵政省「ふみの日・10周年」キャンペーンソングとして使用された。3枚目のアルバム『Jasmin』にはアルバム・バージョンで収録されている。 
B面曲「想いの破片 (かけら)」は、作曲者である来生たかおがセルフカバーし、1988年11月に発売されたアルバム『With Time』に収録された。

## 収録曲
1. 雨と水曜日（4分2秒）
作詞：小林由美子 / 補作詞：麻生圭子 / 作曲：羽田一郎 / 編曲：水谷公生
2. 想いの破片 (かけら)（4分25秒）
作詞：来生えつこ / 作曲：来生たかお / 編曲：星勝

## 収録アルバム
雨と水曜日
- Jasmin
- GOLDEN J-POP/THE BEST 松本典子
- アイドル・ミラクルバイブルシリーズ 松本典子 THE BEST ″Purity″
- 松本典子 GOLDEN☆BEST -Limited-
- GOLDEN☆BEST 松本典子 オールシングルコレクション

想いの破片 (かけら)
- Jasmin
- 松本典子 GOLDEN☆BEST -Limited-
- GOLDEN☆BEST 松本典子 オールシングルコレクション